# C/2024 G3 (ATLAS)
C/2024 G3 (ATLAS), og i pressen C2024-G3, er en ikke-periodisk komet, som nåede perihelium den 13. januar 2025, i en afstand af 0,09 AU fra Solen. Den kan blive den mest lysstærke komet i 2025 og muligvis overstige den tilsyneladende størrelsesklasse på -3,5. Kometen er synlig på den sydlige halvkugle før og efter perihel. Det kan kun observeres på daghimlen omkring perihelium på den nordlige halvkugle.
Kometen blev opdaget af en Asteroid Terrestrial-impact Last Alert System (ATLAS) undersøgelse den 5. april 2024 på billeder taget med et 0,5 meter reflektorteleskop placeret i Río Hurtado, Chile. Kometen var på det tidspunkt et objekt med størrelsesklasse 19 omkring 4,38 AU (655 millioner km) fra Jorden. Yderligere observationer viste, at den havde et diffust koma omkring 4,5 buesekunder på tværs og en lige hale. På opdagelsestidspunktet blev det antaget, at dette var en ny komet fra Oort-skyen, og med sin meget svage absolut størrelsesklasse (H=9) var der meget lille eller ingen chance for, at den ville overleve perihelium. Men da kredsløbet blev forfinet, viste det sig, at det sandsynligvis var en dynamisk gammel komet, der før havde nærmet sig Solen.